# Рапеле (Ријети)
Рапеле је насеље у Италији у округу Ријети, региону Лацио.
Према процени из 2011. у насељу је живело 38 становника. Насеље се налази на надморској висини од 621 м.